# غرايمس (فنانة)
غرايمس (بالإنجليزية: Grimes) (وُلدت 17 مارس 1988) هي مغنية، ومخرجة فيديو موسيقي، وملحنة، ومخرجة، ومدونة كندية، ولدت في فانكوفر.

## جوائز
حصلت على جوائز منها:
- Juno Award for Electronic Album of the Year [الإنجليزية]‏، عن عمل: الرؤى (ألبوم موسيقي) (2012).

## الألبومات
| سنة الإصدار | عنوان الألبوم     | العلامة التجارية |
| ----------- | ----------------- | ---------------- |
| 2010        | Geidi Primes      | Arbutus          |
| 2010        | Halfaxa           | Arbutus          |
| 2012        | Visions           | Arbutus / 4AD    |
| 2015        | Art Angels        | 4AD              |
| 2020        | Miss Anthropocene | 4AD              |

## الأسطونات المطولة
| سنة الإصدار | عنوان الأسطوانة | الناشر                    |
| ----------- | --------------- | ------------------------- |
| 2007        | Lethe           | نشر ذاتي                  |
| 2011        | Darkbloom       | Arbutus / Hippos in Tanks |
| 2012        | Ambrosia        | 4AD                       |

## وصلات خارجية
- غرايمس على موقع IMDb (الإنجليزية)
- غرايمس على موقع ميوزك برينز (الإنجليزية)
- غرايمس على موقع رولينغ ستون (الإنجليزية)
- غرايمس على موقع أول ميوزيك (الإنجليزية)
- غرايمس على موقع ديسكوغز (الإنجليزية)
- غرايمس على موقع قاعدة بيانات الفيلم (الإنجليزية)
- غرايمس على موقع كينوبويسك (الروسية)
- غرايمس في قاعدة بيانات الأفلام على الإنترنت